# Rezerwat przyrody Dąbrowa w Niżankowicach
Rezerwat przyrody Dąbrowa w Niżankowicach – leśny rezerwat przyrody położony w gminie Działoszyn, powiat pajęczański (województwo łódzkie). Znajduje się w granicach Załęczańskiego Parku Krajobrazowego.
Powierzchnia wynosi 102,54 ha (akt powołujący podawał 102,25 ha).
Przedmiotem ochrony jest naturalna kwaśna dąbrowa trzcinnikowa i dąbrowa świetlista oraz stanowiska rzadkich gatunków roślin.
W runie rosną tu m.in.: konwalia majowa, konwalijka dwulistna, dąbrówka rozłogowa, koniczyna dwukłosowa, zawilec gajowy.
Według obowiązującego planu ochrony ustanowionego w 2011 roku, obszar rezerwatu objęty jest ochroną czynną.